# Pankaj Mishra
Pankaj Mishra (Paṅkaja Miśrā; Jhansi, 1969) es un ensayista y novelista indio. 

## Biografía

### Educación
Mishra se graduó con una licenciatura en Comercio por la Universidad de Allahabad antes de obtener su grado de Maestría en Artes en Literatura Inglesa en la Universidad Jawaharlal Nehru de Nueva Delhi.

### Carrera
En 1992, Mishra se trasladó a Mashobra, un pueblo del Himalaya, donde comenzó a contribuir con ensayos literarios y comentarios para The Indian Review of Books, The India Magazine, y el periódico The Pioneer. Su primer libro, Butter Chicken in Ludhiana: Travels in Small Town India (1995), era un diario de viaje que describen los cambios sociales y culturales en la India en el contexto de la globalización. Su novela The Romantics (2000), un relato irónico de las personas con un anhelo de plenitud en culturas distintas de la propia, fue publicada en 11 idiomas europeos y ganó el diario Los Angeles Times premio Arte Seidenbaum para la primera ficción. Su libro de 2004 An End to Suffering: The Buddha in the World se mezcla la memoria, la historia y la filosofía al intentar explorar la relevancia de Buda hasta la época contemporánea. Temptations of the West: How to be Modern in India, Pakistan and Beyond (2006), describe los viajes de Mishra a través de Cachemira, Bollywood, Afganistán, Tíbet, Nepal y otras partes del Sur y Asia Central. El libro de Mishra De las ruinas de los Imperios (2012) examina la cuestión, dice, "cómo encontrar un lugar de dignidad para uno mismo en este mundo creado por el oeste, en el que Occidente y sus aliados en lo no occidental habían reservado las mejores posiciones para sí mismos".
En 2005, Mishra publicó una antología de la escritura en la India, la India en mente. Sus escritos han sido recogidos in The Picador Book of Journeys (2000), The Vintage Book of Modern Indian Literature (2004), Away: The Indian Writer as Expatriate (2004), y "A History of Indian Literature in English" (2003), entre muchos otros títulos.  
Mishra ha escrito ensayos literarios y políticos para el New York Times, el New York Review of Books, the Guardian, el London Review of Books, y el New Yorker, entre otros medios americanos, británicos, y en publicaciones de la India. Es columnista de opinión en Bloomberg View y el New York Times Book Review. Su trabajo también ha aparecido en Foreign Affairs, Foreign Policy, The Boston Globe, Common Knowledge, the Financial Times, Granta, The Independent, the New Republic, the New Statesman, the Wall Street Journal, n+1, The Nation, Outlook, Poetry, Time, The Times Literary Supplement, Travel + Leisure, y The Washington Post. Divide su tiempo entre Londres y la India, y actualmente está trabajando en una novela.
Fue el miembro visitante en 2007-08 en el Departamento de Inglés, de la University College de Londres en Reino Unido. Fue elegido miembro de la Real Sociedad de Literatura en 2008. En noviembre de 2012, la Foreign Policy Magazine lo nombró una de las 100 mejores pensadores mundiales. En febrero de 2015, la perspectiva le nombró a su lista de 50 pensadores Mundial.
En marzo de 2014, la Universidad de Yale galardonó a Mishra con el Premio Windham-Campbell de Literatura.

## Reconocimientos
- 2000 Premio Arte Seidenbaum a la mejor primera ficción
- 2013 Premio del Libro Crucigrama (no ficción) de entre las ruinas del Imperio.[7]
- 2014 Premio del Libro de Leipzig para el Entendimiento Europeo por De las ruinas de los Imperios
- 2014 Premio de Literatura Windham-Campbell (no ficción), valorado en 150.000$ uno de los mayores premios en el mundo en su género.[8]
- 2014 Premio Internacional D'Assaig Josep Palau i Fabre

## Obras

### Libros
- Butter Chicken in Ludhiana: Travels in Small Town India (1995)
- The Romantics (1999)
- An End to Suffering: the Buddha in the World (2004)
- India in Mind, edited by Pankaj Mishra (2005)
- Temptations of the West: How to Be Modern in India, Pakistan, Tibet, and Beyond (2006)
- Kashmir: The Case for Freedom (2011)
- De las ruinas de los imperios: la rebelión contra Occidente y la metamorfosis de Asia (2012)
- A Great Clamour: Encounters with China and Its Neighbours (2013)
- Age of Anger: A history of the present  (2017)
- Bland Fanatics (2020).